# Teorias conspiratórias sobre a cidadania de Barack Obama

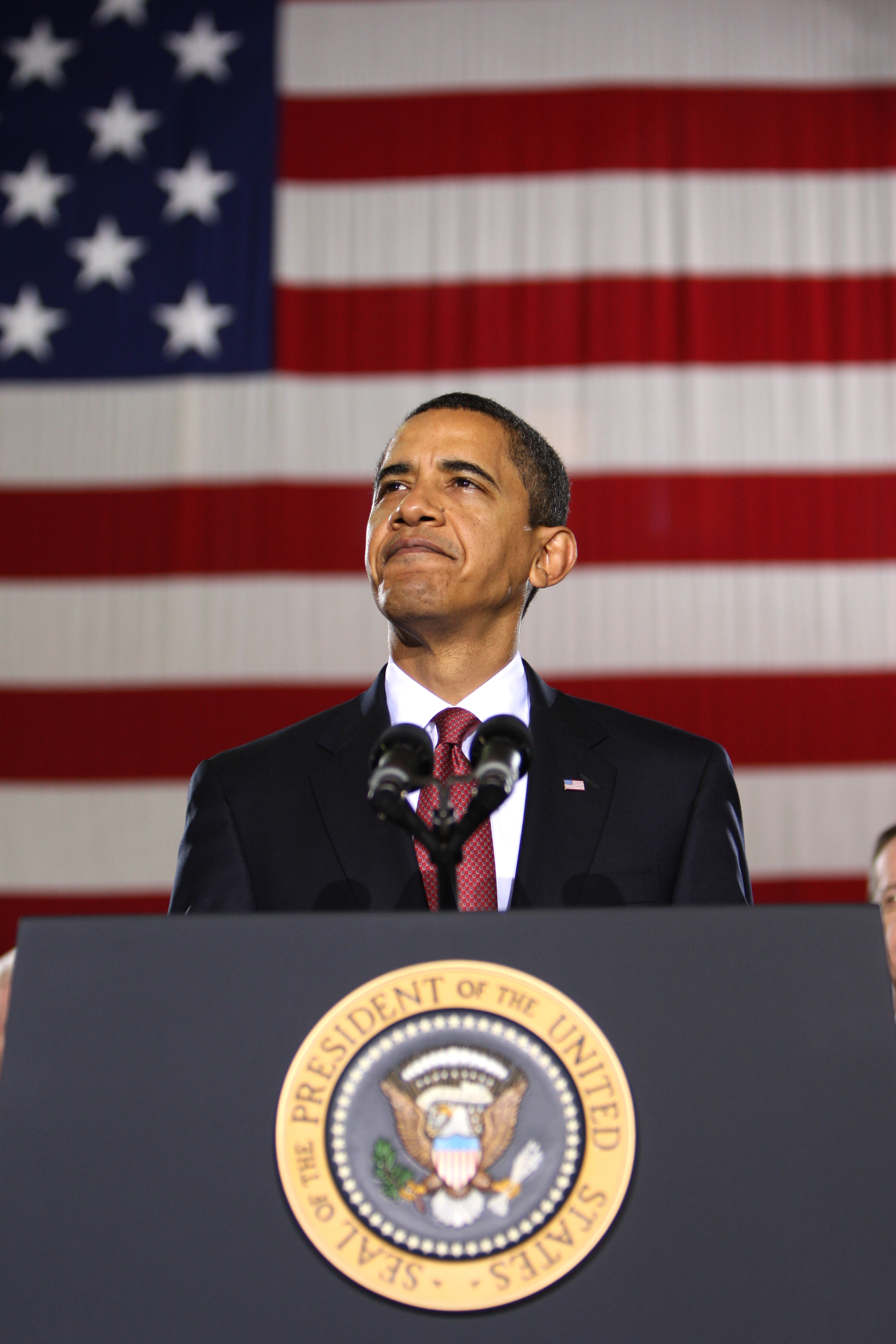
Barack Obama em 2009.

Teorias da conspiração envolvendo Barack Obama surgiram durante a campanha dele para presidente em 2008 e persistiram ao longo de sua presidência e depois, havendo uma cobertura extensa da mídia sobre sua preferência religiosa, local de nascimento e das pessoas que questionavam suas crenças religiosas e cidadania - esforços eventualmente conhecidos como o "movimento birther" ou "birtherismo", nomes pelos quais é amplamente referido na mídia. O movimento afirmava falsamente que Obama era inelegível para ser Presidente dos Estados Unidos porque ele não seria um cidadão nato, conforme exigido pelo Artigo Dois da Constituição. Estudos descobriram que essas teorias conspiratórias birther eram mais firmemente mantidas por republicanos com forte conhecimento político e ressentimento racial.
Teorias alegavam erroneamente que a certidão de nascimento publicada de Obama era uma falsificação – que seu local de nascimento real não era o Havaí, mas sim o Quênia. Outras teorias alegavam que Obama se tornou cidadão da Indonésia na infância, perdendo assim sua cidadania americana. Outros ainda alegavam falsamente que Obama não era um cidadão americano nato porque nasceu com dupla cidadania (britânico e americano). Vários comentaristas políticos caracterizaram essas várias alegações como uma reação racista ao status de Obama como o primeiro presidente afro-americano dos Estados Unidos.
Tanto a Casa Branca como o governo do Havaí já mostraram evidências concretas (como a certidão de nascimento oficial) que assertam que, de fato, Obama nasceu em território americano. Os teóricos da conspiração, contudo, continuam a rejeitar as evidências e contestam os achados oficiais. Uma pesquisa feita em 2011 afirma que apenas 13% dos americanos (incluindo 23% dos republicanos) expressam dúvidas sobre se Obama nasceu nos Estados Unidos.

## Real local de nascimento
Obama nasceu em 4 de agosto de 1961 no Centro Médico Kapiolani, na cidade de Honolulu, no estado do Havaí, filho de uma cidadã americana, Ann Dunham, e um cidadão queniano, Barack Obama Sr. Porém, para muitos conspiracionistas, Obama teria nascido no Quênia e não no Havaí. Os círculos da direita conservadora, originalmente seus adversários, lançaram esta acusação antes da eleição e, de tempos em tempos, esta torna-se matéria de discussões. A controvérsia acerca do real local de nascimento de Obama é tamanha, que o empresário, apresentador e 45º Presidente dos Estados Unidos, Donald Trump questionou publicamente a cidadania do presidente (mas ele voltou atrás em 2016 e afirmou que a questão não é mais importante). Trump chegou a oferer 5 milhões de dólares (a qualquer instituição de caridade indicada por Obama) caso o presidente levasse a público sua documentação original. O grupo conhecido como "Birthers"  afirma que Obama não tem cidadania americana e que, portanto, é inelegível. Segundo investigadores independentes, o movimento Birther não apresentou qualquer evidência concreta que corrobore suas alegações, rejeitando também evidências factuais que contradizem seu ponto de vista.

## Elegibilidade
Esta teoria nega a legitimidade da eleição de Obama. De acordo com a Constituição dos Estados Unidos o direito de cidadania vem de uma combinação de jus soli ("direito de solo", para os nascidos em solo dos EUA) e jus sanguinis ("direito de sangue" para os filhos de pais estadunidenses). A lei estabelece que a pessoa nascida em território dos EUA (incluindo Porto Rico, Guam, Ilhas Virgens Americanas e Marianas Setentrionais) torna-se automaticamente cidadã do país. Também (não automaticamente, com exceções) crianças filhas de pais americanos nascidas em território estrangeiro. 
Para servir como Presidente dos Estados Unidos, o parágrafo 1º do artigo II da Constituição estabelece que:
Nenhuma pessoa exceto um cidadão nato, ou um cidadão dos Estados Unidos, no momento da adoção desta Constituição, será elegível para a presidência, nem será elegível para este cargo pessoa com idade inferior a trinta e cinco anos, e com menos quatorze anos de residência no país.
A constituição determina que as mesmas regras de elegibilidade devem  ser exigidas do vice-presidente dos Estados Unidos.
Segundo outras teorias, Obama teria cidadania múltipla (britânica, pelo pai biológico já que o Quênia pertencia à Commonwealth), indonésia, pelo pai adotivo e, possivelmente, estadunidense, o que não cumpriria a exigência constitucional de jus soli para sua elegibilidade. Por extensas documentações e fontes, Obama nasceu no Havaí (um estado da União) e nunca teve cidadania estrangeira, o que tornava elegível para o cargo. Nenhuma evidência real indicando o contrário foi apresentada.

## Acusação de falsificação de documentos

### Certidão de nascimento
É a acusação de que a certidão de nascimento apresentada seria uma falsificação. Esta teoria baseia-se na forma como a certidão havaiana foi apresentada: O Departamento de Saúde havaiano emitiu um Certification of Live Birth ("certificação de nascido vivo") de forma resumida e não numa versão integral. Segundo as leis do Estado do Havaí, uma certidão deste tipo é obtida sem muito formalismo. Em 1962, uma grande parte de um arquivo oficial havaiano foi destruído. Janice Okubo, porta-voz do Departamento de Saúde, declarou  que no Havaí não existe nenhuma certidão de nascimento "resumida" ou "integral".
Uma versão integral, foi apresentada no site oficial da Casa Branca, em 27 de Abril de 2011 como resposta aos teóricos da conspiração.
Todas as acusações acabaram sendo rejeitadas pela Suprema Corte dos Estados Unidos.  Nenhum desses casos foi aceito nos tribunais de instâncias inferiores. Assim, em 8 de janeiro de 2009, Obama foi confirmado como presidente pelo Congresso dos Estados Unidos.